# Warren Granados
Warren Granados Quesada (ur. 6 grudnia 1981) – kostarykański piłkarz występujący na pozycji pomocnika.

## Kariera klubowa
Granados karierę rozpoczynał w 2000 roku w zespole AD Ramonense. W 2002 roku trafił do LD Alajuelense. W 2003 roku zdobył z nim mistrzostwo Kostaryki. W 2004 roku odszedł do Puntarenas FC. Spędził tam rok. W 2005 roku ponownie został graczem klubu AD Ramonense. W 2012 roku zakończył tam karierę.

## Kariera reprezentacyjna
W 2004 roku Granados znalazł się w drużynie na Letnie Igrzyska Olimpijskie, zakończone przez piłkarzy Kostaryki na ćwierćfinale. W reprezentacji Kostaryki zadebiutował w 2009 roku. W tym samym roku został powołany do kadry na Złoty Puchar CONCACAF. Zagrał na nim w meczach z Salwadorem (1:2, gol), Jamajką (1:0), Kanadą (2:2), Gwadelupą (5:1) oraz Meksykiem (1:1, 3:5 w rzutach karnych). Z tamtego turnieju Kostaryka odpadła w półfinale.